# Сенсаціоналізм
Сенсаціоналізм (англ. Sensationalism) — підхід до подачі матеріалу в мас-медіа, коли подіям та темам у новинах надається надмірна увага, яка не відповідає їх значенню у реальному житті, для збільшення глядацької або читацької аудиторії. Може включати репортажі про незначущі події з надмірним наголосом та перебільшенням їх важливості, або подання значущих подій у таблоїдній манері, з використанням таких тактик як надмірна суперечливість, емоційність, навмисне приховування частини фактів та інформації про подію, надмірний наголос на репортера тощо.